# 野島健兒
野島健兒（日语：／ Nojima Kenji，1976年3月16日—）是日本的男性聲優。東京都杉並區出身。所屬事務所為青二Production。

## 人物簡介
- 聲線高尖，因此較常配少年角色。
- 出身於聲優世家。父親是聲優野島昭生、哥哥是聲優野島裕史。弟弟野島智司則是作家。
- 叫健兒的原因是哥哥裕史身體較不好，因此本人就被取名為能夠健康成長的健兒。
- 已婚。妻子為同為聲優的澤口千惠，育有兩子，長男為聲優野島透也。
- 2004年與音樂人石橋優子（澤口千惠的妹妹）、鈴木利宗以及妻子澤口千惠共組成音樂朗讀團體「BELOVED」。
- 另外有與菅沼久義組成團體「COCO」。

## 演出作品
※粗體字表示說明飾演的主要角色。

### 電視動畫
1996年
- 無家可歸的孩子蕾米（船員C、村民）
- 鬼太郎（第4作）（年輕人C、河童A、高中生A、惡少首領、消防隊員B、學生、獨眼人、保全、男性B、部下A）

1997年
- 櫻桃小丸子（平岡秀章、搬家工人、慎吾、珍念）
- 中華一番（廣州餃子館店員）

1998年
- 金田一少年之事件簿（警官、有吉淳平）
- 玲音（少年B）
- 機械女神（柚子丸）
- 青澀之戀（少年）
- 槍神Trigun（リッチー）
- 夢幻拉拉（司儀）
- 羅德斯島戰記-英雄騎士傳-（史帕克）
- 失落的宇宙（壞小孩C、船員A、委員A、部下）
- 吸血姬美夕（幻影）
- 花天使天天（菊崎虎吉）

1999年
- 格鬥小霸王（カズ）
- 蟲孽（海堂祐司）
- 魔術士歐菲（コークス）
- 航海王（海賊B）

2000年
- GEAR戰士電童（吉良國進）
- 捍衛者（17歲時的司令）
- 女神候補生（亞次·威爾尼·寇克多）

2001年
- 少年足球（有本渉）
- 銀河天使（人造人ダーリン）
- 妹妹公主（海神航）
- 小小雪精靈（薑黃）
- 神奇寶貝 雷公雷的傳說（健太）

2002年
- 我們這一家（情侶的男生、杉山勝弘）
- 白色獵人（藤堂聖）
- 金肉人II世（ジェイド）
- 十二國記（夕暉）
- 少年偵探～推理之絆～（卡諾恩‧席爾貝魯特）
- 天地無用！GXP（ケネス・バール）
- 龍騎士（マヒル）
- 神奇寶貝無印版（ヤスジ）
- 聖石小子（索拉西朵·夏普那）
- 航海王 阿拉巴斯坦篇（貝爾）

2003年
- 蠟筆小新（武藏野劍太）
- 時空冒險記（ダークアルファ）
- 機甲露寶（潛水艇薩伯、哈薩特上校）
- 叮噹小魔女（麵茶康）
- 鼻毛真拳（二當家）

2004年
- 索斯機械獸IV（RD）
- 機動戰士鋼彈SEED DESTINY（尤納·洛馬·塞蘭）
- 金肉人II世 ULTIMATE MUSCLE（ジェイド）
- 可樂小子（シャーベット）
- 次元艦隊（津田一馬）
- 火鳥（高市皇子）
- BECK（Bass手 / 平義行）
- 棉花糖樂園（萊姆）
- 名偵探柯南（隊員）
- 仙境傳說（マーチャント）
- 洛克人EXE Stream（土門凱）

2005年
- 強殖裝甲（深町晶）
- 甲蟲王者 森林居民的傳說（索瑪）
- 灼眼的夏娜（佐藤啓作）
- 喜歡就是喜歡（羽野義廣）
- 神奇寶貝超世代（テツヤ）
- 烘焙王（坪塚拓美）

2006年
- 無罪的維納斯（葛城丈）
- 飛輪少年（宇童晶）
- 天使心（李謙徳〈青年時代〉）
- 童話槍手小紅帽（哈梅林）
- Kanon動畫第二版（久瀨）
- 金肉人II世 ULTIMATE MUSCLE 2（ジェイド）
- 魔彈戰記龍劍道（擊龍劍/王神擊龍劍/究極擊龍劍/尊者龍劍王）
- 火影忍者（メンマ）
- 蜂蜜幸運草II（竹本祐太）※最終回替神谷浩史配音
- 爆球Hit! 轟烈彈珠人（大黑金藏、神岡照間（替神谷浩史配音））
- 光之美少女Splash Star（美翔和也）
- BLOOD+（カルマン）
- 變身公主（坂本春海）
- Marginal Prince —月桂樹的王子們—（Henri-Hugues de Saint Germain）
- 夢使者（柳真吾）
- 怪醫美女RAY（拓也）

2007年
- 我們這一家（相聲大師B、小山田〈第3代〉）
- 鐵馬少年（寺尾晃一）
- 金色琴弦（學生）
- 鋼鐵三國志（魯肅子敬）
- 奇幻貴公子（吉見彰文）
- 灼眼的夏娜II（佐藤啓作）
- 桃華月憚（守野東彥）
- 地球防衛少年（吉川寬治）

2008年
- 雨月之夜（平八）
- 偶像宣言（七尾先生）
- Keroro軍曹（時雨）
- 零之使魔～三美姬的輪舞～（比塔夏爾）
- 竹劍少女（清村緒乃）
- 幻影少年（霧立真樹）
- 藥師寺涼子之怪奇事件簿（岸本明）
- 世界毀滅（エオル）

2009年
- 空中鞦韆（尚也）
- 四葉遊戲（三島敬太郎）
- 戀愛班長（鈴木知廣）
- 奇蹟少女KOBATO.（桂木）
- 戰鬥司書系列（溫凱尼＝畢傑）
- 地獄少女 三鼎（城田雅人）(第22話)
- 續 夏目友人帳（八坂）
- 鋼之鍊金術師BROTHERHOOD（Number48之弟）
- Battle Spirits 少年突破馬神（Jもどき）
- 神奇寶貝鑽石&珍珠（カズナリ）
- 動物偵探奇魯米（龍童帕魯斯）

2010年
- 學生會長是女僕（櫻井空我）
- 學園默示錄（希里愛麗絲的父親）
- 爆漫王（漫畫「兩個地球」的主角隼人）
- 熱拳本色 影道篇（黒夜叉）

2011年
- 卡片戰鬥先導者（六月駿）
- GOSICK（聶德・巴士達）
- 灼眼的夏娜III Final（佐藤啓作）
- SKET DANCE（榛葉道流）
- 丹特麗安的書架（グランヴィル之弟）
- 魔法禁書目錄II（Group的聯絡人）
- 哆啦A夢（2005年版）（年輕男子）
- 美食獵人（愛丸）
- 妖怪少爺 千年魔京（花開院魔魅流）
- 緋彈的亞莉亞（小夜鳴徹）
- BLOOD-C（七原文人）

2012年
- 卡片戰鬥先導者 亞洲巡迴賽篇（六月駿）
- PSYCHO-PASS（宜野座伸元）
- 零之使魔F（比塔夏爾）
- 寵物反斗星（わがシエっち）
- 忍者亂太郎（土井半助（回憶））
- 惡魔高校D×D （木場祐斗）
- 輪迴的拉格朗日（基利烏斯）
- 輪迴的拉格朗日season2（基利烏斯）

2013年
- 李洛克的青春全力忍傳（帥哥店員）
- 探險托里蘭托 -1000年的真寶-（沃倫斯）
- 惡魔高校D×D NEW（木場祐斗）
- FreeZing Vibration（路易斯·艾尔·布丽姬）

2014年
- 蠟筆小新（曇田空男）
- 飆速宅男（黑田雪成）
- HAMATORA ─超能偵探社─（柊修一）
- Lady 寶石寵物（Prince·凱恩）
- PSYCHO-PASS心靈判官 2（宜野座伸元）

2015年
- 飆速宅男 GRANDE ROAD（黑田雪成）
- 惡魔高校D×D BorN（木場祐斗）
- 絕命制裁X（飛城京兒）
- 我家有個魚乾妹（土間大平）
- 槍與面具（鬼堂院明）
- 落第騎士英雄譚（微笑）
- Concrete Revolutio～超人幻想～（哈魯）

2016年
- 新我們這一家（小山田）
- 魔法護士小麥R（吉田友也）
- 灰與幻想的格林姆迦爾（亞達契）
- 阿松（神松）
- 美少女戰士Crystal Season III 死亡毀滅者篇（地場衛／燕尾服蒙面俠）
- HUNDRED百武裝戰記（阿爾馮斯·布琉斯塔德）
- 腐男子高校生活（中村俊明）
- 一人之下 the outcast（徐三）
- 齊木楠雄的災難（齊木空助）
- Yuri!!! on ICE（李承吉）
- 名侦探柯南（菊池俊明）

2017年
- 飆速宅男 NEW GENERATION（黑田雪成）
- 人渣的本願（鐘井鳴海）
- 梵諦岡奇蹟調查官（約伯·朱法神父）
- 血界戰線 & BEYOND（里爾）
- 我家有個魚乾妹R（土間大平）

2018年
- 飆速宅男 GLORY LINE（黑田雪成）
- 一人之下 羅天大醮篇（徐三）
- 牙狼-GARO- -VANISHING LINE-（佩德羅）
- 七大罪 戒律的復活（甘諾）
- 極道超女（松谷老師）
- 喵的咧～貓咪戲說日本史！（足利義政）
- 食戟之靈 餐之皿（薩勒姆）
- 惡魔高校D×D HERO（木場祐斗）
- Banana Fish（奧村英二[1]）
- Free!-Dive to the Future-（桐嶋夏也）
- 暮光幻影（羅嵐·李）
- 付喪神出租中（德兵衛）
- 魔法禁書目錄Ⅲ（Group的聯絡人／電話男）
- 刀劍神域 Alicization（比嘉健）

2019年
- 聖鬥士星矢 聖鬥少女翔（殺戮的弗諾斯）
- 煙草（若葉）
- 閃亮模力小天才（奧威爾）
- 偶像夢幻祭（逆先夏目）
- JoJo的奇妙冒險 黃金之風（史可里皮）
- ACTORS -Songs Connection-（鑑香水月[2]）
- 刀劍神域 Alicization War of Underworld（比嘉健）
- 食戟之靈 神之皿（薩勒姆）
- PSYCHO-PASS心靈判官 3（宜野座伸元）

2020年
- GO!GO! 小金剛
- 排球少年！！TO THE TOP（北信介）
- 文豪與鍊金術師 ～審判的齒輪～（萩原朔太郎[3]）
- 魔法水果籃（燈路的父親）
- 更多！怪俠索羅利（克里斯）

2021年
- 花樣滑冰Stars（石川二）
- 憂國的莫里亞蒂（查爾斯·奧卡斯塔·米爾沃頓）
- Fairy蘭丸（惠夢父）
- 歌劇少女!!（奈良田太一[4]）
- 現實主義勇者的王國重建記（尤里悟斯·阿米多尼亞）
- 逆轉世界的電池少女（美沙的父親）
- 名偵探柯南（江坂律雄）

2022年
- 現實主義勇者的王國重建記 第二部（尤里悟斯·阿米多尼亞）
- 數碼寶貝幽靈遊戲（彼得獸）
- BUILD DIVIDE -#FFFFFF-（涅弗西斯）
- 女性向遊戲世界對路人角色很不友好（吉爾伯特）
- 遊戲王GO RUSH（費雪·須海、肚臍81號、小腳趾之爪92號、腕26號、腕49號、唇6號、踝366號、寺廟70號、鼻26號、彎頭15號、小牛31號、肚臍236號、前發37號、小牛7號）
- 新網球王子 U-17 WORLD CUP（毛利壽三郎）
- 飆速宅男 LIMIT BREAK（黑田雪成）
- VAZZROCK THE ANIMATION（繪島航大）
- 令和的Di Gi Charat（面茶康）

2023年
- TechnoRoid 超越意志（諾貝爾[5]）
- 鬼滅之刃 刀匠村篇（甘露寺的父親[6]）
- 魔法使的新娘 SEASON2（亞當）
- 哥布林殺手II（樞機卿）

2024年
- 寶可夢 地平線（謝恩）
- 香格里拉·開拓異境～糞作獵手挑戰神作～（木兔夜枝境[7]）
- 關於我轉生變成史萊姆這檔事 第3期（雷納德[8]）
- 金肉人 完美超人始祖篇（渦輪人[9]）
- 雙生戀情密不可分（白崎父）
- 夜櫻家大作戰（水樹[10]）
- 成為名留歷史的壞女人吧（波爾）
- 新網球王子 U-17 世界盃 SEMIFINAL（毛利壽三郎）

2025年
- 金肉人 完美超人始祖篇 Season 2（渦輪人）
- 逃走中 THE GREAT MISSION（阿爾）
- 香格里拉·開拓異境～糞作獵手挑戰神作～ 2nd season（木兔夜枝境[11]）
- Dr.STONE 新石紀 SCIENCE FUTURE（Dr.賽諾[12]）
- 魔法使的約定（諾瓦）
- 新吊帶襪天使（墮天城總統）

### OVA
1999年
- 銀河少女警察 The Animation（EMPオペレーター ア、ガード・チ）

2000年
- 天使禁獵區（無道刹那）

2002年
- 蟲孽 THE WARRIOR（海堂祐司）

2003年
- 機動新撰組 萌之劍（弓月新太郎）

2006年
- Underbar Summer（船田治）
- 灼眼的夏娜SP「戀愛與溫泉的校外教學!」（佐藤啓作）

2009年
- 灼眼的夏娜S（佐藤啓作）
- Plarail DVD（アダチ隊長）

2011年
- Carnival Phantasm（遠野志貴、進化貓姬、熊猫师傅）

2012年
- 輪迴的拉格朗日 鴨川之日（基利烏斯）
- 惡魔高校D×D（木場祐斗）※小說13卷限定版附贈BD。

2013年
- 惡魔高校D×D（木場祐斗）※小說15卷限定版附贈BD。

2014年
- 新網球王子（毛利壽三郎）

2015年
- 惡魔高校D×D（木場祐斗）※DX.1 限定版附BD。
- 我家有個魚乾妹（土間太平）

2017年
- 我家有個魚乾妹（土間太平）

2018年
- Free!－Dive to the Future－第0話（桐嶋夏也）

### 網路動畫
2014年
- 美少女戰士Crystal（地場衛／燕尾服蒙面俠）

2017年
- 梦王国与沉睡的100王子 短篇动画（多洛特）

2019年
- 齊木楠雄的災難 始動篇（齊木空助[13]）[注 1]

2021年
- 生化危机：无尽黑暗（派翠克）
- 超级七龙珠群雄（修路姆）

2023年
- 終末的女武神II（闍多迦）

2024年
- 格林童話變奏曲（威廉[14]）

### 動畫電影
2003年
- 我們這一家電影版[[[Wikipedia:格式手册/链接#章節|錨點失效]]]（月岡修造〈少年時代〉）
- 神奇寶貝劇場版：七夜的許願星 基拉祈（巴特勒〈少年時代〉）

2004年
- 神奇寶貝劇場版：裂空的訪問者 代歐奇希斯（リュウ、代歐奇希斯B）

2007年
- 劇場版 CLANNAD（岡崎朋也）
- ONE PIECE 阿拉巴斯坦戰記 沙漠王女與海賊們（貝爾）

2008年
- 棒球大聯盟劇場版 友情的一球（古賀將人）

2009年
- 宇宙戰艦大和號 復活篇（櫻井洋一）

2010年
- 夏娃的時間 電影版（真崎正和）

2012年
- 劇場版 BLOOD-C The Last Dark（七原文人）

2014年
- 聖鬥士星矢 LEGEND of SANCTUARY（一輝）

2015年
- 劇場版 PSYCHO-PASS心靈判官（宜野座伸元）
- High Speed! -Free! Starting Days-（桐嶋夏也）

2016年
- 同級生（佐条利人）

2017年
- 特別版 Free!-Take Your Marks-（桐嶋夏也）

2019年
- PSYCHO-PASS Sinners of the System Case.1 罪與罰（宜野座伸元）
- PSYCHO-PASS Sinners of the System Case.2 First Guardian（宜野座伸元）

2020年
- PSYCHO-PASS心靈判官3 FIRST INSPECTOR（宜野座伸元）

2021年
- 劇場版美少女戰士Eternal（地場衛／燕尾服蒙面俠）
- Fate/Grand Order -終局特異點 冠位時間神殿所羅門-（馬里斯比利·阿尼姆斯菲亞）

2022年
- 特『刀劍亂舞-花丸-』～雪月華～（南海太郎朝尊）
- 銀河英雄傳說 Die Neue These 激突（魯伯特·蓋塞林格）
- 銀河英雄傳說 Die Neue These 策謀（魯伯特·蓋塞林格）

2023年
- 劇場版美少女戰士Cosmos（地場衛／燕尾服蒙面俠）
- 劇場版 PSYCHO-PASS心靈判官 PROVIDENCE（宜野座伸元[15]）

2026年
- 機動戰士GUNDAM 鐵血孤兒 獵殺兀爾德 -小小挑戰者的軌跡-（席克萊薩·麥雅[16]）

### 遊戲
- 真·三國無雙系列、無雙OROCHI系列（陸遜、伏羲）
  - 三國無雙
  - 真三國無雙
  - 真·三國無雙2
  - 真·三國無雙2猛將傳
  - 真·三國無雙3
  - 真·三國無雙3猛將傳
  - 真·三國無雙3帝王傳
  - 真·三國無雙4
  - 真·三國無雙4猛將傳
  - 真·三國無雙4帝王傳
  - 真·三國無雙5
  - 真·三國無雙5帝王傳
  - 真·三國無雙6
  - 真·三國無雙6猛將傳
  - 真·三國無雙6帝王傳
  - 真·三國無雙7
  - 真·三國無雙7猛將傳
  - 真·三國無雙7帝王傳
  - 真·三國無雙英傑傳
  - 真·無雙斬
  - 真·三國無雙8
  - 無雙OROCHI
  - 無雙OROCHI 2
  - 無雙OROCHI 3
- 毛利元就 三矢之誓（小早川隆景）
- 下天之華（明智光秀）
- 純愛手札2（穗刈純一郎）
- 純愛手札 Girl's Side 2nd Kiss（赤城一雪）
- 汪達與巨像（汪達）
- 人中之龍2 （桐生一馬の少年時代）。
- 人中之龍極2 （桐生一馬の少年時代）。
- Melty Blood系列（遠野志貴、七夜志貴）
- 新世紀GPX閃電霹靂車 Road to the Infinity 3（三神刀真）
- ZWEI II（拉格那·瓦伦汀）
- Vitamin Z（方丈那智）
- 緋色的碎片2（重森晶）
- 星際火狐：突襲（火狐·麥克勞德）
- 任天堂明星大亂鬥X（火狐·麥克勞德）
- 任天堂明星大亂鬥3DS/Wii U（火狐·麥克勞德）
- 第2次超級機器人大戰OG（ウェントス,暫譯:溫德斯）
- 點點男友2~天空之吻（舞者）
- 讨鬼传（息吹）
- Voice Meets Girl （神宮寺葵）
- 偶像夢幻祭（逆先夏目）
- 文豪與鍊金術師（萩原朔太郎）
- 刀劍乱舞（南海太郎朝尊）
- 超级七龙珠英雄（魔神修路姆）
- Fate/Grand Order（馬里斯比利·阿尼姆斯菲亞）
- Crash Fever（黃帝）
- 原神 (阿貝多)
- 魔法禁書目錄 幻想收束（Group的聯絡人）
- 戀與深空 (夏以晝)
- 寶可夢大師（瓢太）

### 外語配音

#### 電影
- 布魯斯威利之終極黑幫（Alpha Dog）（Johnny Truelove〈Emile Hirsch 主演〉）

### CD
2013年
- 究極のダミーヘッド官能ソング SEVENTH HEAVEN vol.1 アキラ cv.野島健児

## 腳註

## 外部連結
- 事務所公開簡歷 （页面存档备份，存于） （日語）
- 官方網站（日語）
- 個人網誌[永久]（日語）
- 個人Twitter的X（前Twitter）